# Haruna (Gunma)
Haruna (榛名町; Haruna-mači) je bývalé město v okrese Gunma v prefektuře Gunma v Japonsku.
K 30. červnu 2004 byl počet obyvatel města Haruna 22 303 a celková rozloha města činila 93,59 km².
Město bylo 1. října 2006 pohlceno sousedním, větším městem Takasaki a okres Gunma byl zrušen.